# Sumaya Awad
Sumaya Awad  es una escritora, activista y analista palestino-estadounidense dedicada a defender los derechos de todos los palestinos, inmigrantes y refugiados. Dirige la estrategia y las comunicaciones de Adalah Justice Project y es coeditora del libro Palestine: A Socialist Introduction, publicado en 2020.

## Biografía
Awad fue una de los miembros fundadores de la sección de Estudiantes por la Justicia en Palestina (SJP) del Williams College. SJP ha sido una fuerza importante en la promoción del movimiento antisemita Boicot, Desinversión y Sanciones (BDS) en los campus.
En 2014, mientras Awad era una "estudiante visitante" en la Universidad de Columbia, también era activista de SJP en Columbia (CSJP), donde obtuvo una Licenciatura en Historia y Religión.
En 2016, Awad fue nombrada miembro de la Organización Socialista Internacional (ISO) y figuró como colaboradora de SocialistWorker.org, una publicación de la ISO.  
Con Bill V. Mullen, Awad creó el sitio web Against Canary Mission en 2018,  que ayuda a defender a estudiantes activistas que figuran en listas negras por defender los derechos humanos de los palestinos.
En noviembre de 2019, Awad aparecía en el sitio web de la Campaña Estadounidense por los Derechos de los Palestinos (USCPR), como una de sus "ORADORAS Y FORMADORAS." A partir de la misma fecha, Awad también aparecía en el sitio web de Friends of Sabeel North America (FOSNA), es una organización cristiana que busca justicia y paz en Tierra Santa a través de la educación, la promoción y la acción no violenta. 

## Vida personal
Awad actualmente reside en Nueva York. Tiene una hija pequeña, que pasó un tiempo en una unidad de cuidados intensivos neonatales después de nacer; Awad ha establecido paralelismos entre la experiencia de su propia hija y la de los bebés en la crisis de nacimientos prematuros de la Franja de Gaza de 2023.
Según Awad, la familia de su abuelo vivió en Jerusalén Occidental antes de ser expulsada a Líbano durante la Nakba.

## Actividad
Awad es Directora de Estrategia y Comunicaciones de Adalah Justice Project (AJP)(Adalah es un grupo que se define a sí mismo como en defensa de "La Campaña de Nueva York para el Boicot a Israel"), y miembro de los Socialistas Democráticos de América.
Awad ha escrito y hablado ampliamente sobre los movimientos de solidaridad con Palestina y los refugiados. Ha sido publicada y entrevistada en diversos medios, como The Feminist Wire, Truthout, In These Times, The Middle East Solidarity Magazine, The Huffington Post y Slate. Sus escritos se centran en la liberación palestina, el antiimperialismo, la islamofobia y la inmigración. Ha hablado ampliamente en universidades y organizaciones de base de todo el país. Awad coeditó el libro Palestina: Una introducción socialista.  El libro fue publicado por Haymarket Books en diciembre de 2020.
El 13 de octubre de 2023, Awad apareció en NY1 para hablar de la guerra entre Israel y Hamás de 2023. Estuvo presente en la protesta de Jewish Voice for Peace del 27 de octubre en Grand Central Terminal, donde declaró a The New York Times que pedía al gobierno de Estados Unidos que "siguiera la guía y los deseos de la mayoría de los estadounidenses".
El 27 de noviembre de 2023, se unió a más de 20 activistas de solidaridad con Palestina y legisladores estatales en una huelga de hambre de cinco días frente a la Casa Blanca para pedir un alto el fuego en Gaza. Aunque la mayoría del grupo se unió durante periodos más cortos, Awad fue una de los ocho que no comieron durante los cinco días. En una rueda de prensa en la que anunció la huelga de hambre, Awad se refirió al tiroteo contra tres estudiantes palestinos estadounidenses en Vermont, afirmando que "esto es lo que ocurre cuando no apoyamos un alto el fuego permanente y nuestro gobierno sigue deshumanizando a los palestinos". Además, hizo hincapié en el papel del gobierno estadounidense en el apoyo a Israel, afirmando que "no somos meros observadores silenciosos. Somos cómplices de lo que está ocurriendo en Palestina". Al cuarto día de huelga, The Washington Post informó de que Awad estaba agotada y sufría fuertes dolores de cabeza, pero decidida a continuar con la huelga.

"Es tan sorprendente que tengamos que estar aquí muriéndonos de hambre para transmitir el mensaje de que los palestinos merecen vivir. Y que los palestinos merecen ser afligidos, como cualquier otra persona."

Como galardonada con el Premio Davis de la Paz, Sumaya dirigió un taller de periodismo de un mes de duración en el campo de refugiados jordano de Zaatari para formar a aspirantes a escritores desplazados por la guerra en Siria. También pasó varias semanas investigando y denunciando las condiciones de los trabajadores inmigrantes musulmanes en Hong Kong. Durante su último año en el Williams College, Sumaya escribió una novela histórica sobre la Nakba palestina de 1948 y fue galardonada con el Premio Dunbar de escritura.
Actualmente es autora destacada en Open City Magazine.